# Линденберг-им-Алльгой
Линденберг-им-Алльгой (нем. Lindenberg im Allgäu) — город в Германии, в земле Бавария. 
Подчинён административному округу Швабия. Входит в состав района Линдау.  Население составляет 11 102 человека (на 31 декабря 2010 года). Занимает площадь 11,85 км². Официальный код  —  09 7 76 117.